# Teresa Żelazny
Teresa Żelazny (ur. 1948) – harcmistrzyni, pierwsza naczelniczka harcerek Związku Harcerstwa Polskiego rok założenia 1918, instruktorka Związek Harcerstwa Rzeczypospolitej.
Ukończyła studia na Uniwersytecie Jagiellońskim, z wykształcenia psycholog. W okresie PRL działała w Kręgu Instruktorów Harcerskich im. Andrzeja Małkowskiego, a następnie także w Ruchu Harcerskim była instruktorką i zastępcą komendanta w hufcu Kraków-Podgórze. W 2017 roku została odznaczona Krzyżem Wolności i Solidarności, a w 2023 Medalem Stulecia Odzyskanej Niepodległości.
Ma męża Tadeusza oraz dwoje dzieci: Monikę (ur. 1987) i Agnieszkę (ur. 1988).